# SSXブラー
SSXブラー（SSX BLUR）は、2007年9月13日に発売されたWii用スノーボードアクションゲーム。SSXシリーズのひとつ。

## 概要
- 走行中にトリックを決める事によりゲージにポイントが溜まり、ブーストが使えるようになる。
- 走行中に相手を殴り倒す事によって、ゲージが一気に満タンになる。
- フリーライド、レース、スラローム、ビッグエアー、スロープスタイル、ハーフパイプの６つのモードがある。
- コースは全12種類

## 前作との相違点
- Wii用ソフトである事を活用し、今作はリモコンとヌンチャクを振る事によってトリックを決める事ができるようになった。
- 今作から3人以上での対戦が可能になった。